# Turkuti

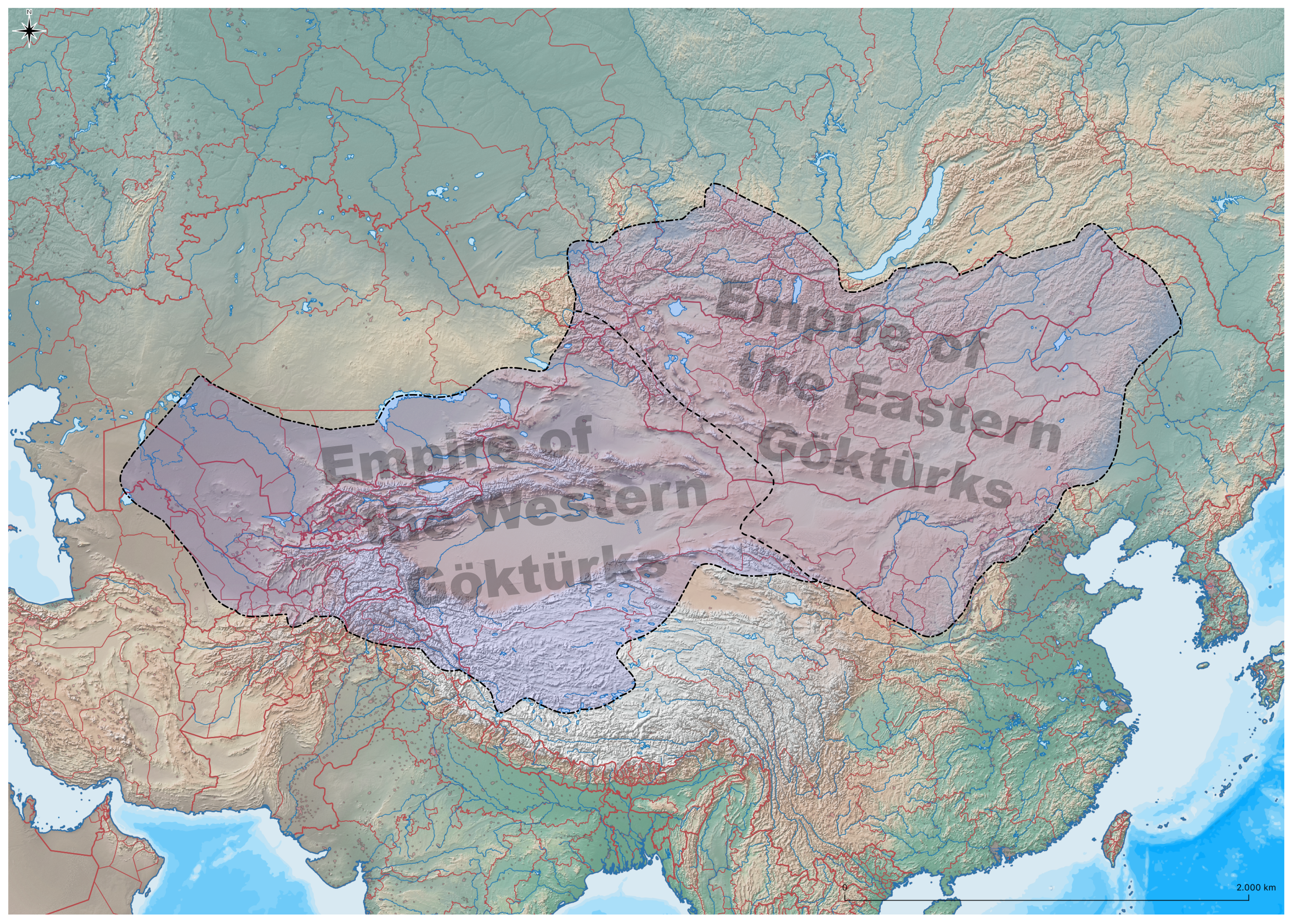
Kaganát Gökturků po roce 552. Tmavší oblast – západní Gökturci. Světlejší oblast – východní Gökturci. Tato oblast byla ještě v šestém století čínským protektorátem

Turkuti, též Gökturci, Modří anebo Nebeští Turci, Orchonští Turci, později také (nesprávně) Turkité, (staroturecky   → Kök Türk, čínsky v českém přepisu Tchu-ťüe, pchin-jinem tūjué, znaky 突厥) byla starověká konfederace středoasijských turkických nomádských kmenů Turkutů a Tieleských kmenů. Odpradávna obývali usedlosti v oblasti Ötükenu (mongolsky Odigan) s centrem v Ordu, na řece Orchon (Mongolsko). Jejich dvanáct kmenú bylo od 5. do 8. století řízeno přistěhovaleckým Ašınovským klanem, který roku 265 až 460 sestoupil z Perských a pozdních Siung-nuských států západně od Východního Turkestánu.

## Legendy o původu Turků
V čínských kronikách se uvádí v zásadě dvě legendy o původu Turků, přičemž dané verze se v jednotlivých kronikách různou měrou liší. Obě legendy uvádí kronika Čou Šu (636) následovně.

### Legenda o původu z vlčice
Turci byli jiným druhem Siung-nuů s rodovým jménem Ašına. Coby kmen, byli vyhlazeni okolními státy. Zachránil se jenom jeden chlapec ve věku deseti let kterého vojáci nedokázali zabít, a proto mu uřízli nohy. Zachránila ho vlčice, která, když vyrostl s ním otěhotněla. Když vojáci uviděli po jeho boku vlčici, chtěli ji také zabít. Vlčice proto uprchla do severních hor státu Kao-čchang. Vlčice se tam ukryla v jeskyni a posléze porodila 10 synů. Když synové vyrostli, vzali si manželky odjinud. Ženy otěhotněly a každý potomek potom dostal jiné klanové jméno, Ašına bylo jedním z nich. Po několika generacích společně opustili jeskyni a stali se poddanými Žuan-žuanů.

### Legenda o původu na Sibiři
Předci Turků pocházeli z oblasti Suo-kuo (Sakové), který ležel severně od Siung-nuů. Náčelník jejich kmene se jmenoval Apangpu a měl sedmnáct bratrů. Jeden z nich se jmenoval Ič' Niš'tu, a byl zrozen z vlčice. Jejich stát byl však zničen, načež se Ič' Niš'tu oddělil od ostatních a vzal si dvě ženy za manželky. Jedna z nich otěhotněla a porodila čtyři syny. Jeden z nich se proměnil v bílou labuť (Kumandynci). Stát druhého, mezi řekami Afu (Abakan) a Ťien (Malý Jenisej), se jmenoval Čchi-ku (Jenisejští Kyrgyzové). Stát třetího ležel u řeky Čchu-če (Tuvinci). Posledního a nejstaršího z nich, pobývajícího u hor Pa-s'-čchu-če-š' (Západní Sajan), všichni přijali za svého vůdce (šad) a začali mu říkat Netuliu-šad. Stejně tak se pojmenovali „Turci“. Na těch horách stále přebývali potomci Apangpua.
Netuliu-šad měl deset žen a děti, které porodily, přejaly klanové jméno matky za své. Ašına pocházel od jeho nejmladší manželky. Když Netuliu-šad zemřel, bylo nutno vybrat jednoho z deseti synů a ustavit ho šadem. Dohodli se, že budou skákat na strom a ten, který vyskočil nejvýš, byl ustaven šadem. Nejvýš vyskočil Ašına a všichni synové ho pak přijali za vůdce pod jménem Asien-šad.
| „                                          | Ačkoli se obě tyto verze liší, shodují se v tom, že Turci pocházejí z vlčice. | “ |
| — Čou-šu: 646 / „令狐德棻 – Lingchu Tefen“ |                                                                               |   |

### Linie Ašınovských vůdců, vévodů a králů
Od šan-jüho Mao-tuna (Bagatur Luanti) ze Siung-nuů pochází linie otcovského kmene/rodu Luanti, zatím co linie rodu Ašına sleduje svůj původ skrze kmene/rodu 缘海 – Jüanchaj od Liou-paoa (Liu Cuku) z Jižních Siung-nuů.
|  |  |                    |                    |                    |                    |                    |                    |                         |                         |                         |                         |                         |                         |                       |                       |                       |                       |                       |                       |                   |                   |                   |                   |                   |                   |                      |                      |                      |                      |                      |                      |                 |                 |                        |                        |                        |                        |                        |                        |                   |                   |                   |                   |                   |                   |  |  |  |  |                                 |                                 |                                 |                                 |                                 |                                 |  |  |
|  |  |                    |                    |                    |                    |                    |                    |                         |                         |                         |                         |                         |                         |                       |                       |                       |                       |                       |                       |                   |                   |                   |                   |                   |                   |                      |                      |                      |                      |                      |                      |                 |                 |                        |                        |                        |                        |                        |                        |                   |                   |                   |                   |                   |                   |  |  |  |  |                                 |                                 |                                 |                                 |                                 |                                 |  |  |
|  |  |                    |                    |                    |                    |                    |                    |                         |                         |                         |                         |                         |                         |                       |                       |                       |                       |                       |                       |                   |                   |                   |                   |                   |                   |                      |                      |                      |                      |                      |                      |                 |                 | Ašına (398–†433)       |                        |                        |                        |                        |                        |                   |                   |                   |                   |                   |                   |  |  |  |  |                                 |                                 |                                 |                                 |                                 |                                 |  |  |
|  |  |                    |                    |                    |                    |                    |                    |                         |                         |                         |                         |                         |                         |                       |                       |                       |                       |                       |                       |                   |                   |                   |                   |                   |                   |                      |                      |                      |                      |                      |                      |                 |                 |                        |                        |                        |                        |                        |                        |                   |                   |                   |                   |                   |                   |  |  |  |  |                                 |                                 |                                 |                                 |                                 |                                 |  |  |
|  |  |                    |                    |                    |                    |                    |                    |                         |                         |                         |                         |                         |                         |                       |                       |                       |                       |                       |                       |                   |                   |                   |                   |                   |                   |                      |                      |                      |                      |                      |                      |                 |                 |                        |                        |                        |                        |                        |                        |                   |                   |                   |                   |                   |                   |  |  |  |  |                                 |                                 |                                 |                                 |                                 |                                 |  |  |
|  |  |                    |                    |                    |                    |                    |                    |                         |                         |                         |                         |                         |                         |                       |                       |                       |                       |                       |                       |                   |                   |                   |                   |                   |                   |                      |                      |                      |                      |                      |                      |                 |                 |                        |                        |                        |                        |                        |                        |                   |                   |                   |                   |                   |                   |  |  |  |  |                                 |                                 |                                 |                                 |                                 |                                 |  |  |
|  |  |                    |                    |                    |                    |                    |                    |                         |                         |                         |                         |                         |                         |                       |                       |                       |                       | Apangpu (433–461)     | Apangpu (433–461)     | Apangpu (433–461) | Apangpu (433–461) | Apangpu (433–461) | Apangpu (433–461) |                   |                   |                      |                      |                      |                      |                      |                      |                 |                 | Netuliu-šad (nar. 410) | Netuliu-šad (nar. 410) | Netuliu-šad (nar. 410) | Netuliu-šad (nar. 410) | Netuliu-šad (nar. 410) | Netuliu-šad (nar. 410) |                   |                   |                   |                   |                   |                   |  |  |  |  | Ič' Niš'tu (nar. 414)           | Ič' Niš'tu (nar. 414)           | Ič' Niš'tu (nar. 414)           | Ič' Niš'tu (nar. 414)           | Ič' Niš'tu (nar. 414)           | Ič' Niš'tu (nar. 414)           |  |  |
|  |  |                    |                    |                    |                    |                    |                    |                         |                         |                         |                         |                         |                         |                       |                       |                       |                       | Apangpu (433–461)     | Apangpu (433–461)     | Apangpu (433–461) | Apangpu (433–461) | Apangpu (433–461) | Apangpu (433–461) |                   |                   |                      |                      |                      |                      |                      |                      |                 |                 | Netuliu-šad (nar. 410) | Netuliu-šad (nar. 410) | Netuliu-šad (nar. 410) | Netuliu-šad (nar. 410) | Netuliu-šad (nar. 410) | Netuliu-šad (nar. 410) |                   |                   |                   |                   |                   |                   |  |  |  |  | Ič' Niš'tu (nar. 414)           | Ič' Niš'tu (nar. 414)           | Ič' Niš'tu (nar. 414)           | Ič' Niš'tu (nar. 414)           | Ič' Niš'tu (nar. 414)           | Ič' Niš'tu (nar. 414)           |  |  |
|  |  |                    |                    |                    |                    |                    |                    |                         |                         |                         |                         |                         |                         |                       |                       |                       |                       |                       |                       |                   |                   |                   |                   |                   |                   |                      |                      |                      |                      |                      |                      |                 |                 |                        |                        |                        |                        |                        |                        |                   |                   |                   |                   |                   |                   |  |  |  |  |                                 |                                 |                                 |                                 |                                 |                                 |  |  |
|  |  |                    |                    |                    |                    |                    |                    |                         |                         |                         |                         |                         |                         |                       |                       |                       |                       |                       |                       |                   |                   |                   |                   |                   |                   |                      |                      |                      |                      |                      |                      |                 |                 |                        |                        |                        |                        |                        |                        |                   |                   |                   |                   |                   |                   |  |  |  |  |                                 |                                 |                                 |                                 |                                 |                                 |  |  |
|  |  | Sien I. (461–490)  | Sien I. (461–490)  | Sien I. (461–490)  | Sien I. (461–490)  | Sien I. (461–490)  | Sien I. (461–490)  | Pu-sun (490–491)        | Pu-sun (490–491)        | Pu-sun (490–491)        | Pu-sun (490–491)        | Pu-sun (490–491)        | Pu-sun (490–491)        | Kchu-la-pan (491–496) | Kchu-la-pan (491–496) | Kchu-la-pan (491–496) | Kchu-la-pan (491–496) | Kchu-la-pan (491–496) | Kchu-la-pan (491–496) | Lian-ku (496–511) | Lian-ku (496–511) | Lian-ku (496–511) | Lian-ku (496–511) | Lian-ku (496–511) | Lian-ku (496–511) | Wan Ku-sun (511–521) | Wan Ku-sun (511–521) | Wan Ku-sun (511–521) | Wan Ku-sun (511–521) | Wan Ku-sun (511–521) | Wan Ku-sun (511–521) | Tu-ku (491–496) | Tu-ku (491–496) | Tu-ku (491–496)        | Tu-ku (491–496)        | Tu-ku (491–496)        | Tu-ku (491–496)        |                        |                        | neznámý (???)     | neznámý (???)     | neznámý (???)     | neznámý (???)     | neznámý (???)     | neznámý (???)     |  |  |  |  | A-sien-šad (začátek 5. století) | A-sien-šad (začátek 5. století) | A-sien-šad (začátek 5. století) | A-sien-šad (začátek 5. století) | A-sien-šad (začátek 5. století) | A-sien-šad (začátek 5. století) |  |  |
|  |  | Sien I. (461–490)  | Sien I. (461–490)  | Sien I. (461–490)  | Sien I. (461–490)  | Sien I. (461–490)  | Sien I. (461–490)  | Pu-sun (490–491)        | Pu-sun (490–491)        | Pu-sun (490–491)        | Pu-sun (490–491)        | Pu-sun (490–491)        | Pu-sun (490–491)        | Kchu-la-pan (491–496) | Kchu-la-pan (491–496) | Kchu-la-pan (491–496) | Kchu-la-pan (491–496) | Kchu-la-pan (491–496) | Kchu-la-pan (491–496) | Lian-ku (496–511) | Lian-ku (496–511) | Lian-ku (496–511) | Lian-ku (496–511) | Lian-ku (496–511) | Lian-ku (496–511) | Wan Ku-sun (511–521) | Wan Ku-sun (511–521) | Wan Ku-sun (511–521) | Wan Ku-sun (511–521) | Wan Ku-sun (511–521) | Wan Ku-sun (511–521) | Tu-ku (491–496) | Tu-ku (491–496) | Tu-ku (491–496)        | Tu-ku (491–496)        | Tu-ku (491–496)        | Tu-ku (491–496)        |                        |                        | neznámý (???)     | neznámý (???)     | neznámý (???)     | neznámý (???)     | neznámý (???)     | neznámý (???)     |  |  |  |  | A-sien-šad (začátek 5. století) | A-sien-šad (začátek 5. století) | A-sien-šad (začátek 5. století) | A-sien-šad (začátek 5. století) | A-sien-šad (začátek 5. století) | A-sien-šad (začátek 5. století) |  |  |
|  |  |                    |                    |                    |                    |                    |                    |                         |                         |                         |                         |                         |                         |                       |                       |                       |                       |                       |                       |                   |                   |                   |                   |                   |                   |                      |                      |                      |                      |                      |                      |                 |                 |                        |                        |                        |                        |                        |                        |                   |                   |                   |                   |                   |                   |  |  |  |  |                                 |                                 |                                 |                                 |                                 |                                 |  |  |
|  |  |                    |                    |                    |                    |                    |                    |                         |                         |                         |                         |                         |                         |                       |                       |                       |                       |                       |                       |                   |                   |                   |                   |                   |                   |                      |                      |                      |                      |                      |                      |                 |                 |                        |                        |                        |                        |                        |                        |                   |                   |                   |                   |                   |                   |  |  |  |  |                                 |                                 |                                 |                                 |                                 |                                 |  |  |
|  |  | Sien II. (511–521) | Sien II. (511–521) | Sien II. (511–521) | Sien II. (511–521) | Sien II. (511–521) | Sien II. (511–521) | Meng-en-kagan (521–523) | Meng-en-kagan (521–523) | Meng-en-kagan (521–523) | Meng-en-kagan (521–523) | Meng-en-kagan (521–523) | Meng-en-kagan (521–523) | Lilipan (???)         | Lilipan (???)         | Lilipan (???)         | Lilipan (???)         | Lilipan (???)         | Lilipan (???)         |                   |                   |                   |                   |                   |                   |                      |                      |                      |                      |                      |                      |                 |                 |                        |                        |                        |                        |                        |                        | Sarošu (512–596?) | Sarošu (512–596?) | Sarošu (512–596?) | Sarošu (512–596?) | Sarošu (512–596?) | Sarošu (512–596?) |  |  |  |  | Aj Uzru (487–508)               | Aj Uzru (487–508)               | Aj Uzru (487–508)               | Aj Uzru (487–508)               | Aj Uzru (487–508)               | Aj Uzru (487–508)               |  |  |
|  |  | Sien II. (511–521) | Sien II. (511–521) | Sien II. (511–521) | Sien II. (511–521) | Sien II. (511–521) | Sien II. (511–521) | Meng-en-kagan (521–523) | Meng-en-kagan (521–523) | Meng-en-kagan (521–523) | Meng-en-kagan (521–523) | Meng-en-kagan (521–523) | Meng-en-kagan (521–523) | Lilipan (???)         | Lilipan (???)         | Lilipan (???)         | Lilipan (???)         | Lilipan (???)         | Lilipan (???)         |                   |                   |                   |                   |                   |                   |                      |                      |                      |                      |                      |                      |                 |                 |                        |                        |                        |                        |                        |                        | Sarošu (512–596?) | Sarošu (512–596?) | Sarošu (512–596?) | Sarošu (512–596?) | Sarošu (512–596?) | Sarošu (512–596?) |  |  |  |  | Aj Uzru (487–508)               | Aj Uzru (487–508)               | Aj Uzru (487–508)               | Aj Uzru (487–508)               | Aj Uzru (487–508)               | Aj Uzru (487–508)               |  |  |
|  |  |                    |                    |                    |                    |                    |                    |                         |                         |                         |                         |                         |                         |                       |                       |                       |                       |                       |                       |                   |                   |                   |                   |                   |                   |                      |                      |                      |                      |                      |                      |                 |                 |                        |                        |                        |                        |                        |                        |                   |                   |                   |                   |                   |                   |  |  |  |  |                                 |                                 |                                 |                                 |                                 |                                 |  |  |
|  |  |                    |                    |                    |                    |                    |                    |                         |                         |                         |                         |                         |                         |                       |                       |                       |                       |                       |                       |                   |                   |                   |                   |                   |                   |                      |                      |                      |                      |                      |                      |                 |                 |                        |                        |                        |                        |                        |                        |                   |                   |                   |                   |                   |                   |  |  |  |  |                                 |                                 |                                 |                                 |                                 |                                 |  |  |
|  |  |                    |                    |                    |                    |                    |                    | Tuwu (523–546)          |                         |                         |                         |                         |                         |                       |                       |                       |                       |                       |                       |                   |                   |                   |                   |                   |                   |                      |                      |                      |                      |                      |                      |                 |                 |                        |                        |                        |                        |                        |                        |                   |                   |                   |                   |                   |                   |  |  |  |  |                                 |                                 |                                 |                                 |                                 |                                 |  |  |
|  |  |                    |                    |                    |                    |                    |                    |                         |                         |                         |                         |                         |                         |                       |                       |                       |                       |                       |                       |                   |                   |                   |                   |                   |                   |                      |                      |                      |                      |                      |                      |                 |                 |                        |                        |                        |                        |                        |                        |                   |                   |                   |                   |                   |                   |  |  |  |  |                                 |                                 |                                 |                                 |                                 |                                 |  |  |

## Dějiny
Na přelomu 3. a 4. století došlo v občanské válce k oslabení moci čínské říše Ťin a vůdcové vzbouřeného nečínského obyvatelstva, (pěti barbarských kmenů), zabrali sever Číny. Jejich státy jsou tradičně označované názvem „Šestnáct států“ (304–439). Většinu těchto států založili náčelníci pocházející z nečínských kmenů, a sice Siung-nuů, Sien-pejů, Tiů, Ťieů a Čchiangů. Vzhledem k tvrdé konkurenci mezi státy a jejich vnitřní politickou nestabilitou, říše této éry neměly většinou dlouhého trvání. Etapa sjednocování začala až ve 20. a 30. letech 5. století, během níž říše Severní Wej (Tabgačové) dobyla celou severní Čínu, čímž období Šestnácti států přešlo v období severních a jižních dynastií (420–589).

### Severní & jižní dynastie(420–589)

#### Severní Wej (386–535)
Velká sovětská encyklopedie uvádí, že mezi roky 265 a 460 byli Ašınovci , součástí různých pozdních siung-nuských svazů .
Ašınovci byli směsice Pching-liangských skupin ve východní Kan-su.
Od dvacátých let 5. století probíhala krutá válka mezi Žuan-žuany a Severní Wej (Tabgačové). Spojencem Tabgačů se stalo hunské středoasijské Jüe-panské knížectví (160–490), ačkoliv hegemony ve stepi se pak stali Žuan-žuani. Severní Liang (397–439) (koridor Chesi) byla státem v období šestnácti království v Číně. Byla založena siung-nuskou rodinou Ťü-čchü , která i když zpočátku podporovala chanského úředníka Tuan Jie  jako prince, v roce 401 ho svrhla a pod vedením Ťü-čchü Meng-suna převzala vedení státu. 18. října 439 její hlavní město Ku-cang , (Kan-su) padlo do rukou wejského císaře Tao-wuho a její princ Ťü-čchü Mu-ťien byl zajat.
Po porážce státu byli Ašınovci o velikosti pět set rodin, wejskou dynastií vytěsnění z koridoru Chesi a byli nuceni hledat útočiště na západe v Kao-čchangu . Zde však dlouho nepobyli, jelikož v roce 460 si je podmanili Žuan-žuani kteří je pod vedením Ašınova syna Apangpuho, přesídlili na jižní svahy pohoří Altaj. Byli to zdatní řemeslníci a hlavně se věnovali metalurgii. Postupně se Ašınovci objevovali jako vůdci raní turecké konfederace. Zde, tato skupina o velikosti pět set rodin, společně s deseti a později dvanácti místními kmeny Tieleů (Oguzové / Ogurové) zavedly kmenovou alianci, která přijala název  → Türk, také známý jako Göktürk či Türküt.
Ve staroturečtine slovo „Türk“ znamená „silný“. Jméno vládnoucího klanu Ašına může pocházet z termínu chotanských Saků pro „tmavě modrou“ – „āššɪna“.

### Turkuti
Od počátku 6. století říše Severní Wej (Tabgačové) slábne, dochází k četným vzpourám, ve 30. letech propuká hladomor, který zahubil asi 80 % obyvatelstva. Faktickou moc postupně získávají dva vojevůdci čínského původu, kteří vládnou za dva nezletilé tabgačské prince. Říše se tak rozdělila na Východní Wej (534–550) a Západní Wej (535–557).
Ve Východní Wej byl ale vládnoucí rod vyvražděn a tak v roce 550 vznikla říše Severní Čchi (550-577). V Západní Wej se však opakoval stejný scénář a tak v roce 557 vznikla také říše Severní Čou (557–581). Obě byly slabé a navzájem znepřátelené. Této situace brzy využila nově se utvářející velmoc – říše Turkutů.

#### Severní Čchi (550–577)
V letech 551–555 porazili Žuan-žuany a vytvořili Turkucký kaganát (552–582), do jehož čela se postavil Ašına Tumen (Bumin). Poté co Bumin přinesl těžkou porážku Žuan-žuanské říši, a pod svojí vlajku sjednotil velkou část tureckých kmenů, byl vyhlášen za nezávislého vládce s titulem „Illig-kagan“. Za hlavní město říše ustavil Ordu, bývalé říšské město Siung-nuů.
Po Buminově smrti zasedl na trůn Ašına Kelo (Kara), který se snažil dokončit porážku Žuan-žuanů. Jeho vláda sice trvala něco přes šest měsíců, ale ještě počátkem roku 553 zcela zničil zbytky Žuan-žuanů, jejichž jednotlivé skupiny našli útočiště v království Severní Čchi. Ještě předtím než zemřel (květen roku 553), titul „kagana“ zdědil jeho mladší bratr Kušu.
Rok 554 byl rokem kdy z knížectví bylo vytvořeno Impérium. Když se Turci vypořádali se Žuan-žuany, přijali rozhodná opatření vůči svým kočovným sousedům. Na východě porazil Kušu dva soupeřící kmeny - Tataby (Kumo Si, západní svahy Chinganu) a Kitany (stepní část Mandžuska severně od řeky Liao-che) sídlící po Žluté moře, podporující alianci se Severní Čchi. V důsledku Kušuova vítězství nad Kitany, turecké síly obklíčily Severní Čchi ze severu. Dále, dobyl kmeny Tőlesů (Tieleové) žijící v západním Mongolsku od Altaje až k Bajkalu, a na severu zvítězil nad panstvím Čchi-ku (Jenisejští Kyrgyzové). Od té doby měl Kušu zajištěnou také severní hranici. Ve snaze získat bohatství usedlých kmenů Kušu expandoval západním směrem až k hranicím Chionitů - Chua (Svetahuna, Bílí Hunové anebo Heftaliti). Roku 556, Turci svými vytrvalými manévry porazili zbytky Žuan-žuanů a přispěli k porážce kagana Kchua-lüho (539?–591) z říše Tchu-jü-chun na jihu.

## Kulturní památky
Mezi nejvýznamnější kulturní památky patří Orchonské a Jenisejské nápisy a náhrobní kamenné sloupy (stély) popsané runovým písmem. Z těchto nápisů si můžeme udělat představu i o religiozitě Turkutů, neboť se na nich prvně objevuje slovo tängri, které bývá překládáno jako božstvo či Nebe, a také pojem ötükän, který zřejmě označoval boha či ducha nějakého místa, především lesa a hory. Tuto polaritu nebeských a pozemských bohů nacházíme s podobnými pojmy později u Ujgurů, Kitanců (zakladatelů Liaa) a dokonce ještě u Mongolů v Čingischánově době. Je pravděpodobné, že tato myšlenková linie začíná již u Hunů, ale u nich se nedochovaly písemné památky. V české orientalistice se Orchonskými Turky zabýval Lumír Jisl (Orchonští Turci a problémy archeologie druhého východotureckého kaganátu, 1963).